# Ripkynský rajón
Ripkynský rajón (ukrajinsky Ріпкинський район) byl rajón v Černihivské oblasti na Ukrajině. Hlavním městem byly Ripky a rajón měl přibližně 26 tisíc obyvatel. 

## Sídla v rajónu
- Dobrjanka
- Ljubec
- Radul
- Ripky
- Zamhlaj